# Camille Lecointre
Camille Lecointre (Harfleur, 25 febbraio 1985) è una velista francese.

## Palmarès

### Giochi olimpici
- 2 medaglie:
  - 2 bronzi (Rio de Janeiro 2016 nella classe 470; Tokyo 2020 nella classe 470)

### Giochi del Mediterraneo
- 2 medaglie:
  - 1 oro (Mersin 2013 nella classe 470)
  - 1 argento (Almería 2005 nella classe 470)